# Siebenbürgisch-Sächsisches Wörterbuch
Das Siebenbürgisch-Sächsische Wörterbuch erfasst den Wortschatz der rund 250 siebenbürgisch-sächsischen Ortsmundarten in ihrer lautlichen, grammatikalischen und bedeutungsmäßigen Eigenart und ist damit eines der großlandschaftlichen Wörterbücher des Deutschen.

## Charakteristik
Die Gestaltung des Wörterbuchs ist hauptsächlich auf Bedeutungsanalyse, lautlich-grammatikalische Fragen, Wortbildungsmuster und Synonymik ausgerichtet. Die Anordnung der Lemmata ist alphabetisch. Die Wörterbuchartikel bestehen grundsätzlich aus drei Teilen: dem Lautkopf mit sämtlichen belegten Lautformen, semantischer Gliederung mit Satzbeispielen, Aufzählung der Komposita. Synonymenhinweise schließen an die jeweiligen Bedeutungen an. Handelt es sich um Entlehnungen aus anderen Sprachen, meist dem Rumänischen und dem Ungarischen, wird am Ende des Wortartikels die Etymologie angegeben.
Eine Besonderheit der Wörterbuchgestaltung bildet der Einbezug der siebenbürgischen Urkundensprache (von der Mitte des 13. Jhs. bis 1848). Diese Belege werden unter dem Gesichtspunkt ihrer Bedeutung für den mundartlichen Einfluss auf die deutsche Schriftsprache in Siebenbürgen sowie für die Geschichte der deutschen Sprache gebracht.
Das Wörterbuch belegt den Allgemeinwortschatz in allen bäuerlichen Lebensbereichen, es berücksichtigt die mundartliche Volks- und Kunstdichtung, erfasst Sprichwörter, Rätsel und Kinderspiele sowie aus dem Rumänischen und Ungarischen übernommene Entlehnungen. Hinzu kommen von den Eigennamen alle toponomastischen Bezeichnungen im weitesten Sinne, aber keine Personennamen, außer solchen Vornamen, die zahlreiche lautliche Varianten aufweisen oder auch als Gattungsnamen auftreten.
Das Wörterbuch, das eine im Untergang begriffene Mundart dokumentiert, ist auch für die binnendeutsche Mundartforschung von Interesse, da das Siebenbürgisch-Sächsische viele altertümliche Sprachzüge bewahrt hat, die binnendeutsche Mundarten nicht mehr belegen können. Damit ist das Siebenbürgisch-Sächsische Wörterbuch ein Nachschlagewerk für Sprachwissenschaftler, Volkskundler, Soziologen, Historiker und für alle, die an der Mundart dieser deutschen Sprachinsel interessiert sind.

## Geschichte
Dem eigentlichen Wörterbuch liegen siebenbürgisch-sächsische Wörterbuchproben und -vorarbeiten zugrunde (ab zweiter Hälfte des 19. Jahrhunderts). Das von Johann Wolff (1844–1893) gesammelte Zettelmaterial (26 Mappen, die rund 10.000 Zettel enthalten) wird Adolf Schullerus (1864–1928) übergeben, der die folgende Wörterbucharbeit bis zu seinem Tod maßgebend bestimmt. Die einzelnen Buchstaben werden auf verschiedene Bearbeiter verteilt, so dass zwischen 1924 und 1931 die Buchstaben von A–F und R–Salarist bearbeitet sind. Nach dem Tod der Mitarbeiter folgt eine 40-jährige Unterbrechung der Wörterbucharbeit.
Von 1934 bis 1957 leitete Fritz Holzträger (1888–1970) die Wörterbuchkanzlei erst in Bistritz, ab 1940 in Hermannstadt. 1942 rettete er das Material unter schwierigsten Umständen und unter persönlichen Opfern zu sich zu Hause. Nach seinem Rückzug als Leiter arbeitete er noch bis 1959 weiter mit.
1956 beginnt ein neues Stadium in der Wörterbuchgeschichte. Das Siebenbürgisch-Sächsische Wörterbuch ist seit 1956 Gegenstand eines wissenschaftlichen Abkommens zwischen der Rumänischen Akademie in Bukarest und der Deutschen Akademie der Wissenschaften zu Berlin, seit 1980 der Sächsischen Akademie zu Leipzig (Bundesrepublik Deutschland). Es wird im Rahmen des Forschungsinstituts für Geisteswissenschaften in Sibiu/Hermannstadt erarbeitet. Das Institut ist der Rumänischen Akademie unterstellt. Das Zettelarchiv des Wörterbuchs ist Eigentum der Rumänischen Akademie.
1957 übernimmt B. Capesius die Wörterbuchleitung, die Buchstaben G, H, I, J und K werden erarbeitet und zwischen 1971 und 1975 publiziert. 1973 geht Capesius in den Ruhestand und Anneliese Thudt übernimmt die Leitung des Wörterbuchs. Die Buchstaben L, M, N, O, P werden erarbeitet und liegen als Typoskripte vor. 1986 wird Anneliese Thudt pensioniert, und Sigrid Haldenwang wird Leiterin des Wörterbuchs. Die Buchstaben Qu, R werden erarbeitet; 1993 wird Band L publiziert, 1998 Band M. Seit Anfang des Jahres 1996 wird das Wörterbuch finanziell durch ein von der Volkswagenstiftung (Bundesrepublik Deutschland) gefördertes Programm unterstützt, das den Aufbau der Germanistik an der Lucian-Blaga-Universität in Sibiu/Hermannstadt verfolgt. Das Wörterbuch ist als Teilprojekt miterfasst. Die Förderung findet im Rahmen einer wissenschaftlichen Zusammenarbeit zwischen der Universität Sibiu/Hermannstadt und der Mainzer Akademie der Wissenschaften und der Literatur statt.